# Jüdischer Friedhof Meckesheim

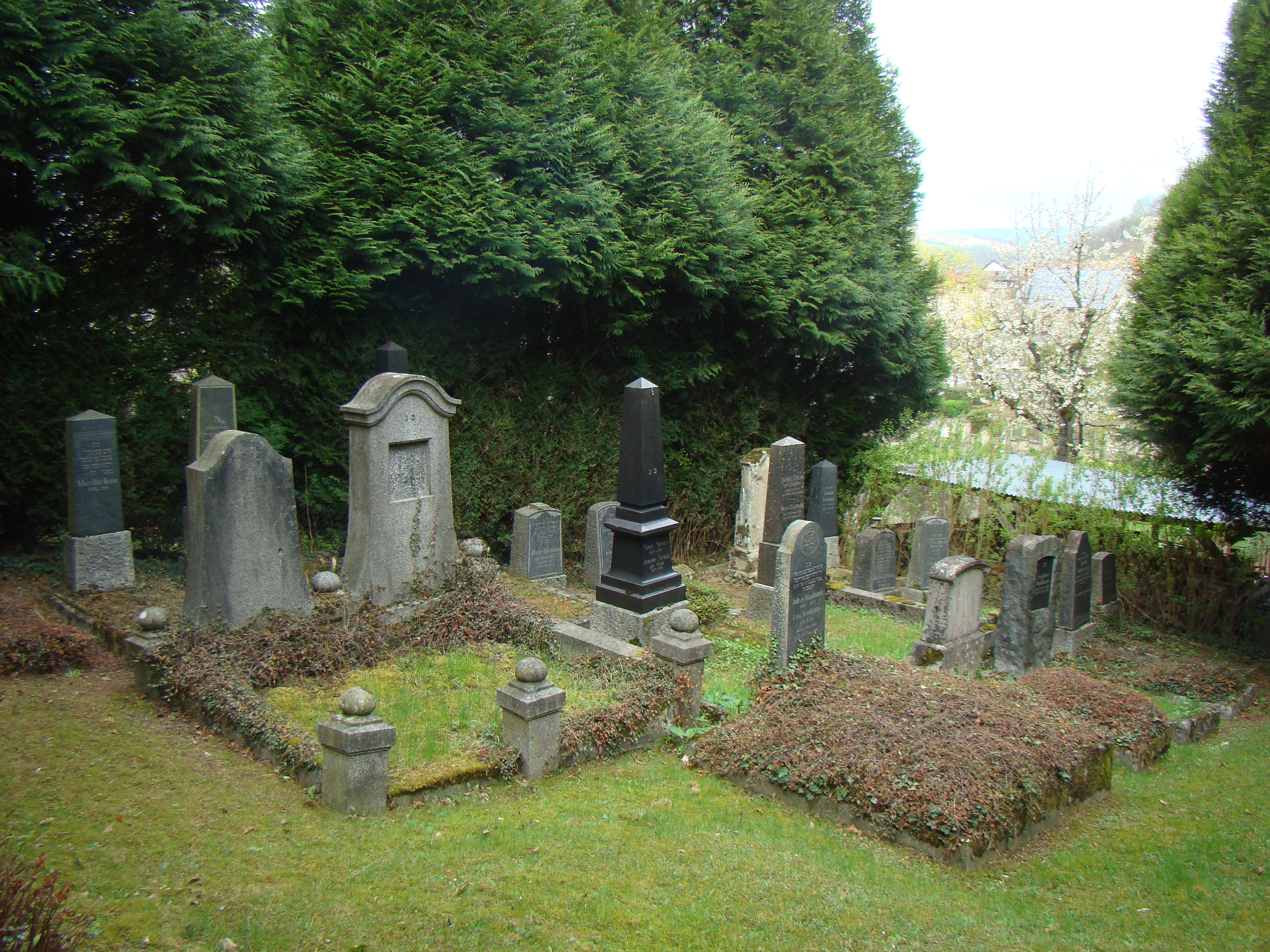
Jüdischer Friedhof in Meckesheim

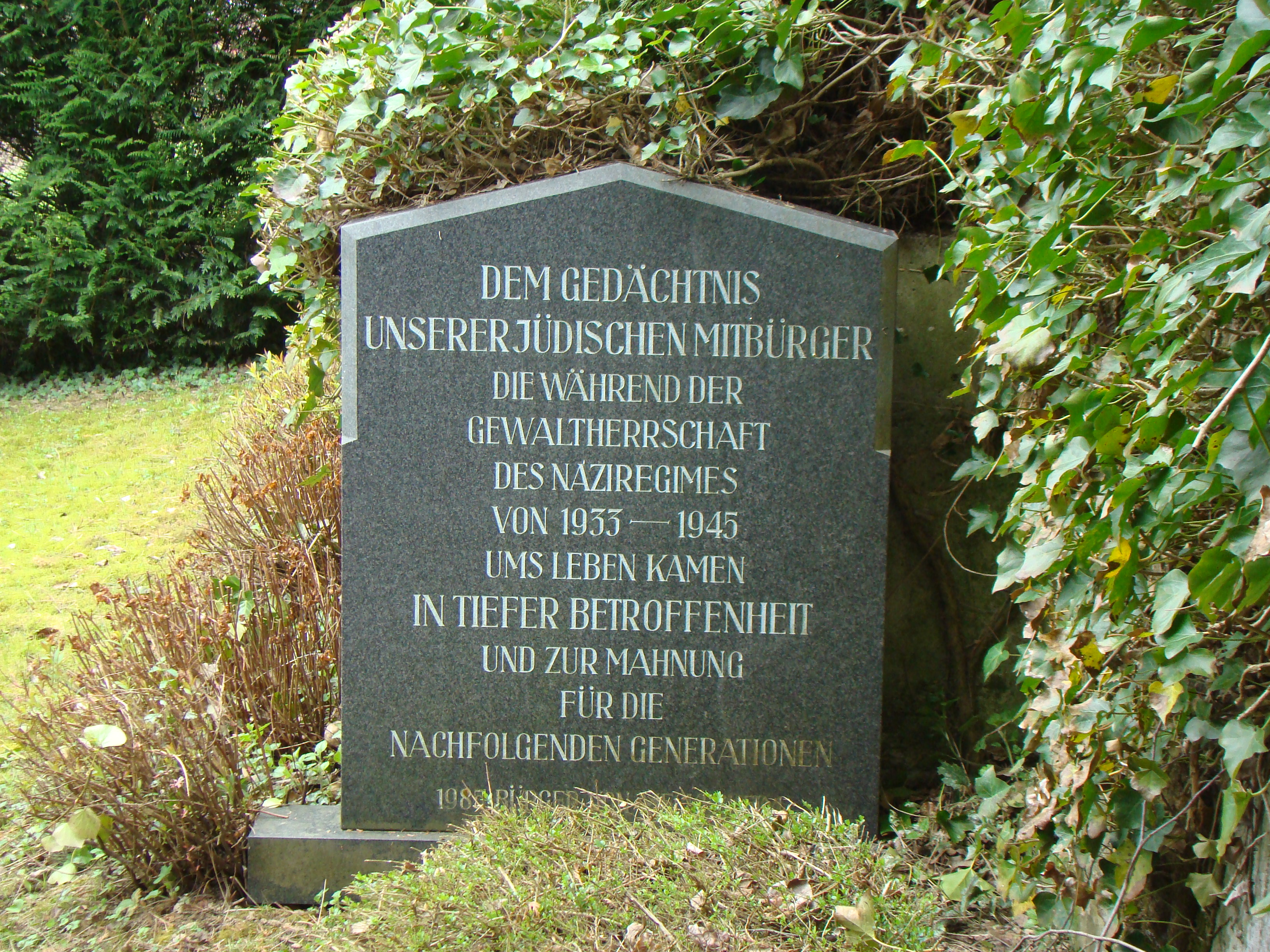
Gedenkstein

Der Jüdische Friedhof Meckesheim ist ein jüdischer Friedhof in Meckesheim, einer Gemeinde im Rhein-Neckar-Kreis im nördlichen Baden-Württemberg. Der Friedhof ist ein geschütztes Kulturdenkmal.

## Geschichte
Die Toten der jüdischen Gemeinde Meckesheim wurden zunächst auf dem 13 Kilometer entfernten Verbandsfriedhof, dem jüdischen Friedhof Wiesloch, beigesetzt. Der jüdische Friedhof wurde 1896 direkt neben dem christlichen angelegt. Er hat eine Fläche von 4,56 Ar. Heute sind noch 22 Grabsteine vorhanden. Die erste Bestattung fand 1897 und die letzte 1935 statt.
Im Jahr 1985 wurde ein Denkmal für die während der Zeit des Nationalsozialismus ermordeten Juden aus Meckesheim aufgestellt.